# Dévaványa
Dévaványa es una ciudad en el norte del condado de Békés, en la región de la Gran Llanura del Sur de Hungría.

## Geografía
Tiene una superficie de 216,65 km² y una población de 6 582 personas (2024). 

## Historia
La ciudad apareció por primera vez por escrito en la década de 1330, primero con el nombre de "Jana" y luego con el de "Vana". En 1523, Luis II de Hungría la elevó a la categoría de ciudad de mercado. En 1523, la ciudad aparece por primera vez en los mapas de Hungría con el nombre de "Wama". En 1693, un ejército tártaro la diezmó, obligando a la mayoría de sus habitantes a huir a Tiszabábolna, en el condado de Borsod.

## Ciudades hermanadas
Dévaványa está hermanada con:
- Cristuru Secuiesc, Romania[4] (1994)